# Gabi Heinecke
Gabriele Heinecke, auch Gabi Heinecke (* 27. April 1947 in Berlin) ist eine deutsche Schauspielerin.

## Leben und Wirken
Bekannt wurde Gabriele „Gabi“ Heinecke in ihrer Rolle als Doris Niemayer neben Peter Weck in der ZDF-Fernsehserie Ich heirate eine Familie und als Monika Schilling in Der Hausgeist. Des Weiteren spielte sie oft in Film- und Fernsehproduktionen mit Günter Pfitzmann mit, wie in der Serie Praxis Bülowbogen oder in einzelnen Folgen von Berliner Weiße mit Schuß. Heinecke war auch in der Filmreihe Rosamunde Pilcher in der Episode Blumen im Regen zu sehen und im mehrteiligen Fernsehfilm Der Clan der Anna Voss, aber auch in Gastauftritten von Fernsehserien wie Ein Heim für Tiere, Hotel Paradies und in So ein Schlawiner.

## Filmografie
- 1972: Frühreife Betthäschen, Regie: Ralf Gregan
- 1978: Der Hit (TV-Spiel, Regie: George Ruest, Christian Wölffer)
- 1979: Die Koblanks: Neue Zeiten (TV-Reihe, Regie: Wolfgang Schleif)
- 1983: Ein Mord liegt auf der Hand (TV-Spiel, Regie: Ralf Gregan)
- 1983–1986: Ich heirate eine Familie (Fernsehserie, Regie: Peter Weck)
- 1986: Die Zierpflanze (laut DRA)
- 1987–1996: Praxis Bülowbogen (Fernsehserie, Regie: Herbert Ballmann)
- 1989: Berliner Weiße mit Schuß (Fernsehserie, Regie: Ralf Gregan)
- 1990: So ein Schlawiner (Regie: Wolfgang Spier)
- 1990: Hotel Paradies (Fernsehserie, Regie: Claus Peter Witt)
- 1991: Ein Heim für Tiere (Fernsehserie, Regie: Sigi Rothemund)
- 1991–1993: Der Hausgeist (Fernsehserie, Regie: Ralf Gregan)
- 1995: Der Clan der Anna Voss (Mehrteiler, Regie: Herbert Ballmann)
- 1998: Anitas Welt (Fernsehserie, Regie: Ralf Gregan)
- 2001: Rosamunde Pilcher – Blumen im Regen, Regie: Ralf Gregan